# Embaixada do Líbano em Brasília
A Embaixada do Líbano em Brasília, localizada na Avenida das Nações em Brasília, no Distrito Federal, é a principal representação diplomática libanesa no Brasil.
Atualmente, a Missão é chefiada pela Embaixadora Carla Jazzar, Encarregada de Negócios.

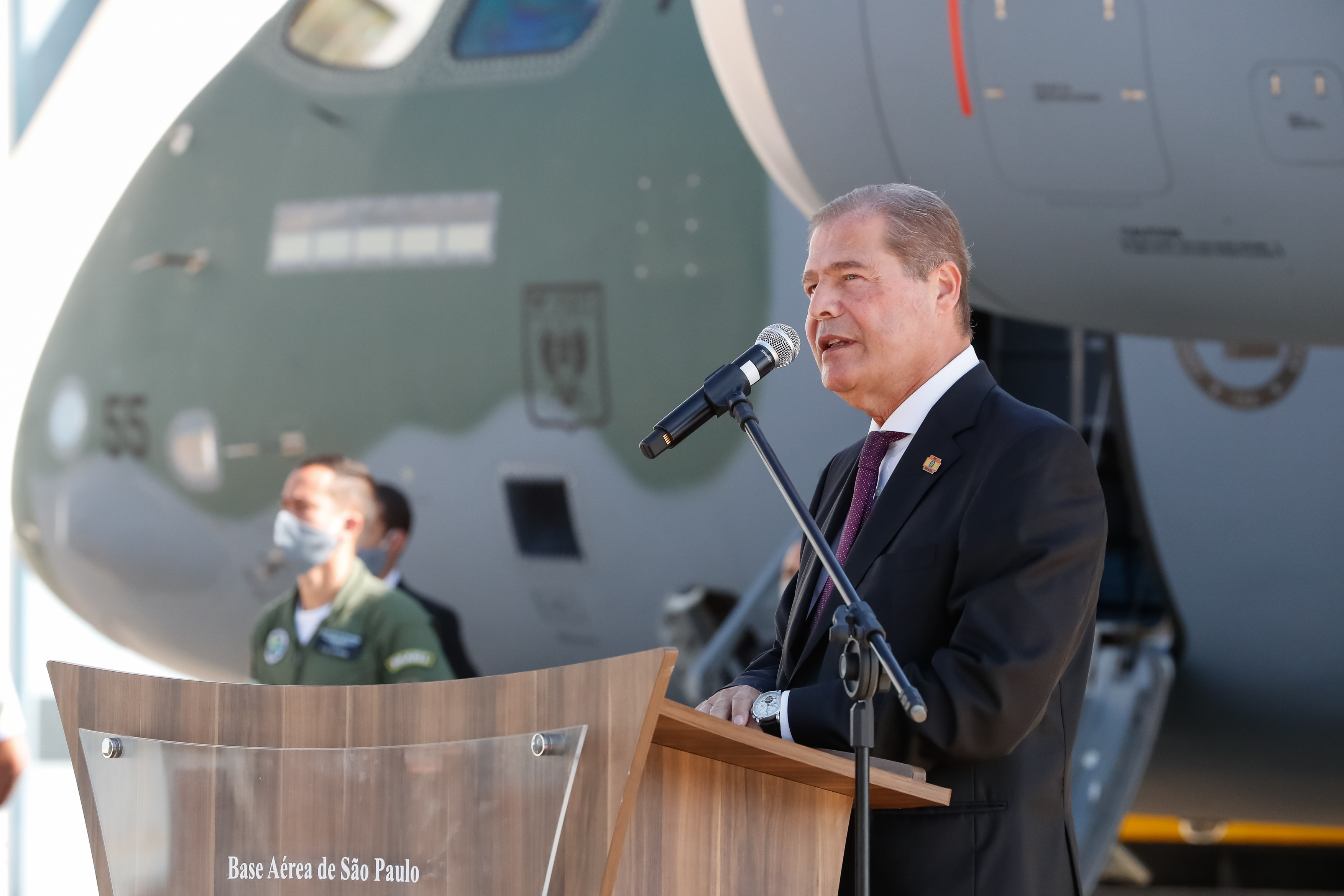
Joseph Sayah, ex-Embaixador do Líbano no Brasil, discursando em solenidade alusiva à partida da comitiva brasileira em Missão Especial a Beirute

Quatro anos depois da independência do Líbano, que ocorreu em 1943, iniciaram-se as relações diplomáticas entre o Brasil e o Líbano. Entretanto, desde 1920 o Brasil já mantinha um consulado em Beirute, transformado em Consulado-Geral em 1946. Em 1956, foram abertas a Embaixada brasileira em Beirute e a libanesa no Rio de Janeiro, então capital do Brasil.

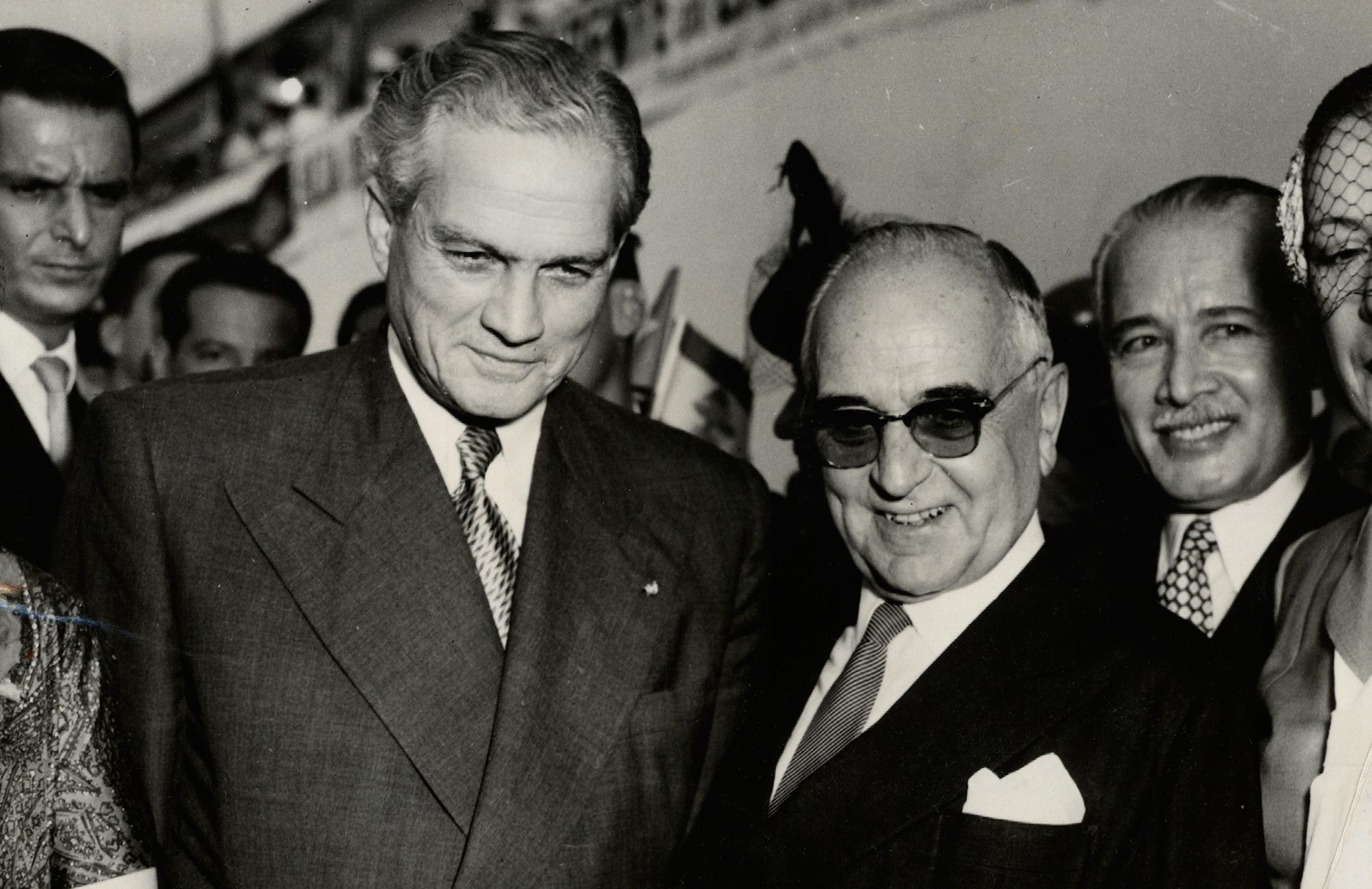
Getúlio Vargas com o presidente libanês Camille Chomoun em 1954, quando este estava em visita ao Brasil

No dia 04 de agosto de 2020 uma explosão na zona portuária de Beirute matou cento e setenta pessoas e deixou mais de seis mil feridos e devastou parte da capital Beirute. Diante do acontecido a Embaixada do Líbano no Brasil publicou em suas redes sociais um pedido de ajuda humanitária, inclusive para evitar o desabastecimento alimentar do país, já que o país importa 85% da sua comida que tinha como principal porta de entrada o porto de Beirute.

## Embaixadores do Líbano no Brasil
| Início do mandato | Embaixador            | Nota                      | Fim do mandato |
| ----------------- | --------------------- | ------------------------- | -------------- |
| 1946              | Youssef El-Saouda     | Ministro Plenipotenciário | 1953           |
| 1953              | Adib El-Nahas         | -                         | 1956           |
| 1958              | Raif Abillama         | -                         | 1960           |
| 1962              | Nazih Lahoud          | -                         | 1966           |
| 1966              | FaridHabib            | -                         | 1968           |
| 1969              | Fawzi Bardawil        | -                         | 1971           |
| 1972              | Jean Hadju Thomas     | -                         | 1978           |
| 1978              | Antoine El-Dahdah     | -                         | 1983           |
| 1983              | Fakhri Saghiyyah      | -                         | 1985           |
| 1985              | Samir Hobeika         | -                         | 1990           |
| 1990              | Ghazi Chidiac         | -                         | 1999           |
| 1999              | Kozhaya Toufic Khouri | -                         | ?              |
| 2002              | Fouad El Khoury       | -                         | 2009           |
| 2009              | Georges Siam          | -                         | 2010           |
| 2013              | Joseph Sayah          | -                         | 2020           |
| 2020              | Carla Jazzar          | Encarregada de Negócios   |                |

## Serviços
A embaixada realiza os serviços protocolares das representações estrangeiras, como o auxílio aos libaneses que moram no Brasil e aos visitantes vindos do Líbano e também para os brasileiros que desejam visitar ou se mudar para o país do Oriente Médio.
Outras ações que passam pela embaixada são as relações diplomáticas com o governo brasileiro nas áreas política, econômica, cultural e científica, defendendo os interesses libaneses.